# G-Kat-Plakette

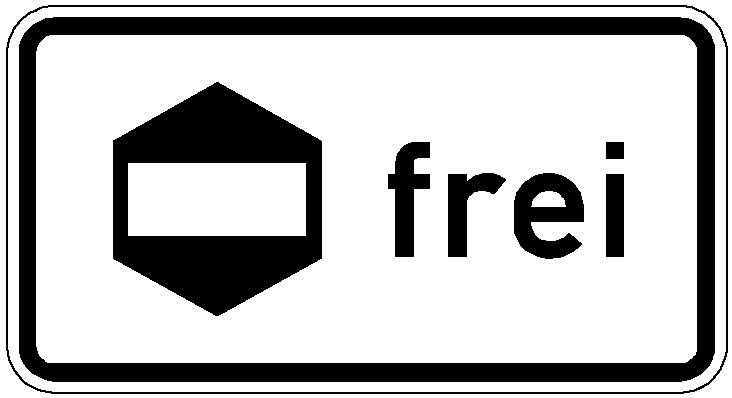
Altes Zusatzschild „Freistellung vom Verkehrsverbot“

Die G-Kat-Plakette oder Ozonplakette wurde im Juli 1995 im Rahmen des Ozongesetzes eingeführt. Kraftfahrzeuge mit geregeltem Katalysator wurden mit einem Aufkleber mit Nennung des Kennzeichens an der Windschutzscheibe versehen. Der Grenzwert für die Ozonkonzentration betrug 240 μg/m³. Sowohl das Gesetz als auch die Plakette erwiesen sich als überflüssig, weil nur einmal in Hessen wegen Ozonalarm ein Fahrverbot wegen Sommersmog verhängt wurde. Die Regelungen wurden zudem 2007/2008 von den „Umweltplaketten“ ersetzt. Die G-Kat-Plakette ist somit bedeutungslos geworden und kann seitdem  entfernt werden.

## Ausführung

Plakette. In das weiße Schriftfeld wurde das Kennzeichen eingetragen.

Die Grundform der Plakette ist ein Sechseck mit einem Seitenkantenabstand von 67 mm. Damit ist das Abzeichen deutlich kleiner als die Feinstaubplakette. Die Plakette enthält ein weißes Schreibfeld der Größe 57 mm × 19 mm für das Kennzeichen. Ferner befindet sich auf der Plakette ein Siegel der ausgebenden Stelle, also z. B. des TÜV. Die selbstklebende Plakette wurde auf der Innenseite der Windschutzscheibe angebracht. Der handschriftliche Eintrag des Kennzeichens erfolgte direkt auf die Klebstoffschicht. Dieser sollte eigentlich mit lichtechtem Stift erfolgen, jedoch ist die Schrift oft bis zur Unkenntlichkeit verblasst.